# فابيان لويس
فابيان لويس (بالإنجليزية: Fabien Lewis)‏ (10 أغسطس 1982 في ترينيداد وتوباغو - ) هو مدرب كرة قدم ولاعب كرة قدم ترينيداد وتوباغو في مركز الدفاع. شارك مع منتخب ترينيداد وتوباغو تحت 17 سنة لكرة القدم ومنتخب ترينيداد وتوباغو لكرة القدم. أما مع النوادي، فقد لعب مع نادي كايا ووودلاندز ويلينغتون ووسترن ماس بيونيرز وAtlético de San Juan FC ‏ وFlint City Bucks ‏ وReal Maryland F.C. ‏ وCentral F.C. ‏.

## وصلات خارجية
- فابيان لويس على موقع قاعدة بيانات كرة القدم.إي يو (الإنجليزية)
- فابيان لويس على موقع Soccerway.com (الإنجليزية)